# Kaufering
Kaufering – gmina targowa w Niemczech, w kraju związkowym Bawaria, w rejencji Górna Bawaria, w regionie Monachium, w powiecie Landsberg am Lech. Leży około 5 km na północ od Landsberg am Lech, nad rzeką Lech, przy linii kolejowej Monachium – Memmingen.
W czasie II wojny światowej znajdował się tu jeden z podobozów obozu koncentracyjnego Dachau.

## Demografia
Dane o ludności z 31 grudnia 2008:
| Opis                                | Ogółem | Ogółem | Kobiety | Kobiety | Mężczyźni | Mężczyźni |
| ----------------------------------- | ------ | ------ | ------- | ------- | --------- | --------- |
| Jednostka                           | osób   | %      | osób    | %       | osób      | %         |
| Populacja                           | 9907   | 100    | 5129    | 51,77   | 4778      | 48,23     |
| Wiek przedprodukcyjny (0–17 lat)    | 1988   | 20,07  | 1010    | 10,19   | 978       | 9,87      |
| Wiek produkcyjny (18–65 lat)        | 5901   | 59,56  | 2995    | 30,23   | 2906      | 29,33     |
| Wiek poprodukcyjny (powyżej 65 lat) | 2018   | 20,37  | 1124    | 11,35   | 894       | 9,02      |

## Polityka
Wójtem gminy jest Thomas Salzberger z SPD, rada gminy składa się z 20 osób.
|      | CSU/BB | SPD | Zieloni/AL | UBV | Razem |
| 2008 | 5      | 3   | 3          | 9   | 20    |
| 2002 | 6      | 4   | 1          | 9   | 20    |